# ラフォーレイ (駆逐艦・2代)
ラフォーレイ（HMS Laforey, G99）はイギリス海軍の駆逐艦であり、L級（嚮導艦）となる。
艦名は戦列艦スパルティエート勅任艦長としてトラファルガーの海戦に参加したフランシス・ラフォーレイに因む。ラフォーレイの名を持つ艦としては、初代L級駆逐艦のネームシップであった先代ラフォーレイに続き2代目。

## 艦歴
ラフォーレイは1937年度計画に基づき、1938年3月31日にグラスゴー、スコッツタウンのヤーロウ・シップビルダーズに発注された。1939年3月1日に同型艦ランス（HMS Lance, G87）と共に起工、1941年2月15日進水し、1941年8月26日に就役した。
海軍本部から支給された兵装や通信機器といった装備品を除くラフォーレイの建造費は445,684ポンドであった。L級駆逐艦のうち前期建造艦の4隻は主砲の生産が間に合わずに代わってQF 4インチ砲Mk.XVIを装備したが、ラフォーレイは計画通りに単独俯仰式・最大仰角50度のQF 4.7インチ砲Mk.XIを搭載していた。また、対空兵装強化のためにラフォーレイを含む後期建造艦は後部魚雷発射管に代えてQF 4インチ砲Mk.V1基を搭載していた。

### H部隊
就役後のラフォーレイは本国艦隊第19駆逐艦戦隊（19th Destroyer Flotilla）の嚮導艦として活動したが、その直後に地中海での任務へ再配置されることになった。ラフォーレイはH部隊へ配属後にハルバード作戦でマルタ島への輸送作戦に参加した。敵機の激しい空襲にもかかわらず、輸送船団は9月28日にマルタ島へ到着することができた。ラフォーレイはX部隊（Force X）の艦艇と共にジブラルタルへ帰還した。10月にラフォーレイは恒久的にH部隊に所属することになり、船団護衛と哨戒における護衛任務に従事した。

### アーク・ロイヤルの沈没

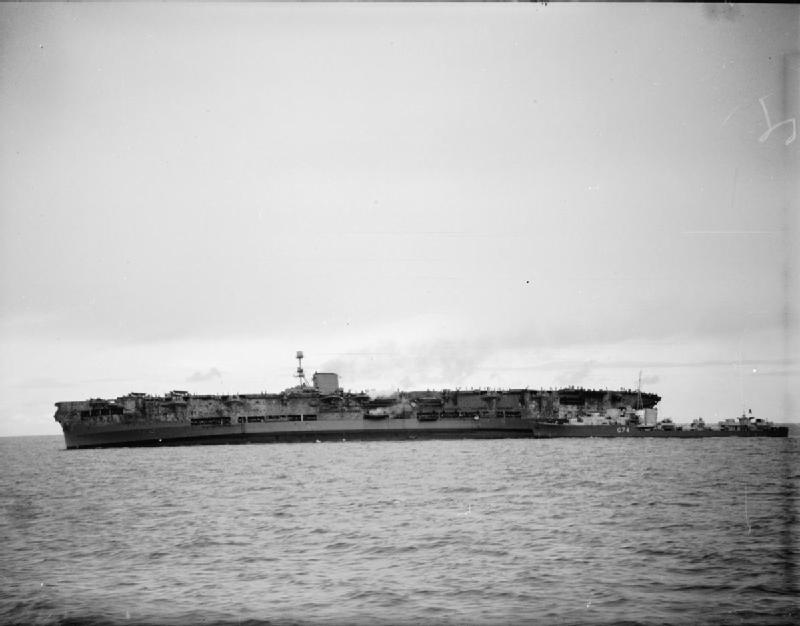
U-81からの雷撃を受け傾斜しつつあるアーク・ロイヤルに救助のため接舷するリージョン。ラフォーレイが応急修理要員に電力を供給するため接近しつつある。1941年11月13日撮影。

11月10日にラフォーレイは駆逐艦ライトニング、リージョン、シーク、ズールー、グルカ、オランダ海軍のイサーク・スウェールズと共に戦艦マレーヤ、空母アーク・ロイヤルとアーガス、軽巡洋艦ハーマイオニーを護衛して、マルタ島へハリケーン戦闘機を輸送するパーペテュアル作戦に参加した。
しかし輸送成功後にジブラルタルへ帰投中だった11月13日、アーク・ロイヤルがドイツ海軍の潜水艦U-81に雷撃されてしまった。ラフォーレイはASDICに疑わしい反応があったものの、アーク・ロイヤルが被弾するまで数度の対潜攻撃は失敗に終わっていた。その日の終わり、ラフォーレイはアーク・ロイヤルに寄り添い電線を渡してダメージ・コントロールに必要な電力を提供した。最終的に復旧活動は実を結ぶことなく、翌日アーク・ロイヤルは沈没したためラフォーレイはジブラルタルに帰投した。
ラフォーレイは11月にウォーシップ・ウィークのキャンペーンに参加し、ノーザンプトンの市民に割り当てられた。
ラフォーレイは1942年1月中を、ジブラルタル海峡を通過しようとするUボート迎撃のために実施され始めた対潜哨戒活動に参加して過ごした。1月18日にラフォーレイはヘスペルスと共同でU-93に爆雷攻撃を加えた。2月から3月にかけては、大西洋を行く輸送船団の護衛やマルタ島へ航空機輸送を行う空母の護衛に従事している。4月1日にラフォーレイはH部隊から分離され、大西洋での艦隊護衛と船団護衛のためにフリータウンへ向かった。船団と共にケープタウンへ4月18日に到着したラフォーレイは、今度は船団をダーバンへ護衛して4月22日に到着した。

### インド洋
4月28日、ラフォーレイはインド洋西部マダガスカル島への上陸作戦であるアイアンクラッド作戦の支援のため展開した。ラフォーレイは5月2日に沿岸へ艦砲射撃を開始し、それから5月4日に駆逐艦アンソニーとライトニングと ディエゴ・スアレス上陸の予定地点へ至る航路に目印となるブイを敷設した。翌日、ラフォーレイとライトニングは揚陸艦艇を港へ先導し、砲撃支援を行った。
5月6日、ラフォーレイと同型艦ライトニング、ルックアウトは戦艦ラミリーズを護衛して付近で報告された日本海軍の艦艇捜索にあたった。5月7日にラフォーレイとアンソニーは海兵隊の上陸を援護し、翌日以降はラフォーレイとルックアウト、ライトニングの3隻が東洋艦隊に配属されるため作戦から離れてコロンボへ出発する5月27日まで対潜哨戒に従事した。ラフォーレイは6月23日にモンバサへ向かうまで同月を東洋艦隊で過ごし、主として演習と攻勢的な捜索活動を行った。

### 再び地中海へ
7月1日のモンバサ到着後、ラフォーレイはまず南大西洋で船団護衛と通商破壊艦の捜索活動を行う。7月19日にラフォーレイは任務から離れ、再びH部隊への配属が決まった。数隻の主力艦と共にアフリカを離れ、ラフォーレイは8月初めにジブラルタルへ着いた。

### ペデスタル作戦
8月9日に出撃したラフォーレイは、海上封鎖によって深刻な物資不足に陥ったマルタ島を救援する大規模輸送作戦ペデスタル作戦の護衛艦艇に加わる。8月10日にラフォーレイとルックアウトは、マルタ島へスピットファイア戦闘機を輸送する空母フューリアスの護衛に就いた。だが、8月11日に空母イーグルが雷撃されたため、2隻はフューリアスから離れ生存者の救助へ向かった。ラフォーレイとルックアウト、そして救難曳船1隻はイーグルの生存者927名を救助した。生存者を駆逐艦ケッペルに移した後、ラフォーレイは再び船団の護衛に戻った。
その日の午後、ラフォーレイとフューリー、フォアサイトはイタリア海軍の潜水艦ブリンに対して攻撃を加えたが不成功に終わった。
翌8月12日、船団は激しい空襲にさらされた。損害を避けるためラフォーレイと数隻の僚艦はシチリア海峡に到達した際に船団から分離し、8月14日まで現場海域にとどまった後に翌日ジブラルタルへ帰投した。だが次の日には、ラフォーレイは新たなマルタ島への戦闘機輸送のためフューリアスと軽巡洋艦カリブディスを護衛して出撃した。部隊は8月18日に戻り、ラフォーレイは8月21日からジブラルタル沖合での対潜哨戒に従事した。
9月4日にラフォーレイとルックアウトはジブラルタルへ入港する商船レインスター（Leinster）の護衛を行う。それからラフォーレイは改装のためサウザンプトンへ向かい9月17日に到着、10月と11月の大部分を改装工事に費やした。改装完了後はスカパ・フローでライトニングと改装後の公試や慣熟訓練を実施した。2隻はリバプールからジブラルタルへ向かう兵員輸送船ダッチェス・オブ・アトールを護衛しながらジブラルタルへ到着した。
12月21日にKMF5船団を護衛中だったラフォーレイとライトニングはUボートU-562に雷撃された兵員輸送船ストラシャラン（Strathallan）の救援活動に参加している。ラフォーレイはストラシャランの乗員を救助し、船体を曳航したがオラン到着直前に沈んでしまった。

### Q部隊
1943年の初め、ラフォーレイと戦隊の僚艦らはボーヌでQ部隊（Force Q）に配属された。部隊の艦艇は激しい空襲を経験し、ラフォーレイは1月6日に空襲で火災を起こしたタンカーブリティッシュ・メタル（British Metal）を撃沈処分しなければならなかった。ラフォーレイは2月から3月にかけて海上の掃討と船団護衛を続けた。4月28日にラフォーレイとターターは、6隻のSボートおよび1隻の潜水艦と交戦することになった。ラフォーレイらはSボート1隻を体当たりで沈め、2隻に損傷を与えた。この戦闘中にラフォーレイは艦首倉に大きな損傷を負った。
5月に入ると、ラフォーレイらQ部隊はドイツアフリカ軍団の敗北に伴ってボン岬から脱出しようとするドイツ軍部隊を乗せた船舶の捜索任務に就く。5月8日にラフォーレイとターターは商船2隻を拿捕することに成功した。ところが翌5月9日、ラフォーレイは沿岸砲台からの砲撃を受けて機関室に砲弾が命中した。ラフォーレイは大きな損傷を負ったほか数名の負傷者を出し、修理のためマルタ島へ向かわざるを得なかった。修理完了後にQ部隊へ戻る途中、ラフォーレイはプレーン島を調査し、そこで23名の敵兵を発見して直ちに捕虜にした。Q部隊へ復帰後、7月23日には敵の補給船を撃沈している。

### シチリア島上陸
6月にラフォーレイはパンテッレリーア島への上陸作戦であるコークスクリュー作戦に参加し、敵陣地への砲撃に従事した。続いてアレキサンドリアへ向かい、ハスキー作戦でシチリア島に上陸する部隊を乗せた船団の護衛を行った。7月9日の上陸で支援砲撃任務に従事した後、8月15日にハロルド・アレグザンダー大将とアーサー・カニンガム中将、バートラム・ラムゼー中将がラフォーレイに乗艦し、アウグスタへ運んだ。7月を通してラフォーレイは艦砲射撃任務と対潜哨戒任務に従事した。
7月23日にニューファンドランドが雷撃された後、ラフォーレイはエクリプスと共にイタリアの潜水艦アシアンギの捜索活動に加わる。アシアンギは2本の魚雷をラフォーレイに発射したが両方とも外れ、ラフォーレイとエクリプスは反応があった付近に5度の爆雷攻撃を加えた。アスアンギは浮上を余儀なくされ、すぐにラフォーレイからの激しい砲撃を浴びて撃沈された。1名の生存者が救助され、沈めた潜水艦がニューファンドランドへ4本の魚雷を放った艦であると確かめられた。

### イタリア本土上陸
8月にラフォーレイはイタリア本土サレルノへの上陸作戦アヴァランチ作戦に参加し、8月21日からラフォーレイと4隻の駆逐艦はメッシナ海峡の掃討任務を開始する。それから上陸部隊を乗せた船団の護衛と上陸援護を行ったが、8月9日の沿岸砲撃中に反撃を受けて5発の命中弾を受けた。これによりラフォーレイは戦死1名・負傷2名を出し、ボイラー室の一つが機能を失った。しかし速度は落ちたものの、当面の作戦行動を継続した。ラフォーレイはマルタ島で10月半ばまで修理を行った後にイタリア沿岸の哨戒に戻った。
11月1日にラフォーレイはマルタ島からナポリへ2隻の商船を護衛し、2日後にはアウグスタへ軍用船団を護衛した。11月5日にはアウグスタ北東で座礁したアメリカ船を救援し、曳航した後に給油のためマルタ島へ向かった。ラフォーレイは11月と12月の大部分をマルタ島で過ごしたが、12月23日にはイタリア沿岸へ戻った。12月25日にラフォーレイはレーダーで2隻のSボートを発見して攻撃のため移動したが、Sボートはその後レーダーから消えて逃れていった。以降は沿岸砲撃任務が続いた。
ラフォーレイは1944年1月4日にコルシカ島沖を哨戒した後ナポリ湾へ向かった。1月6日にリバティ船の残骸を沈め、翌日にカプリ島沖で救命ボートの捜索に充てられた。1月18日には軽巡洋艦オライオン、駆逐艦ジャーヴィス、ジェーナス、フォークナーと共にガエータ周辺の目標を砲撃している。一連の活動中に、ラフォーレイらは空襲や沿岸砲台からの砲撃を受けた。
ナポリで補給後、ラフォーレイ、ロイヤル、ジャーヴィスはアンツィオに上陸するシングル作戦の船団を護衛する。1月22日にラフォーレイとロイヤルは強襲部隊を「P」上陸地点へ率いた。ラフォーレイは沿岸に留まり、支援砲撃と敵機の空襲からの防空援護を続けた。1月23日にラフォーレイは誘導爆弾Hs293を受けて沈んだジェーナスの救援活動を支援する。1月29日には、同様に誘導爆弾で沈んだ軽巡洋艦スパルタンの生存者救助を行った。
ラフォーレイは2月に第14駆逐艦戦隊（14th Destroyer Flotilla）へ移り、2月18日にフォルミカ島を砲撃する。さらに2月25日にはフォークナーと共同でSボートの迎撃を行った。しばらくの間、ラフォーレイはサバウディアに座礁した戦車揚陸艦（LST）の救援を行ったもののうまくいかなかった。ラフォーレイはフォークナーの元へ戻り、共に潜水艦と思われる反応に対して爆雷攻撃を行った。
2月26日に2隻のもとへ駆逐艦ラマートンとハンブルドンが加わる。対潜哨戒中だったラフォーレイは音響追尾魚雷による攻撃を受けたが、魚雷はラフォーレイの航跡の中で爆発したため難を逃れた。2月27日にはさらに2隻の駆逐艦が加わり、対潜哨戒任務は翌日にナポリへ帰投するまで続いた。ラフォーレイは2月25日にアンツィオ沖で誘導爆弾に沈められた駆逐艦イングルフィールドの生存者を乗せてナポリへ向かった。

### 最期
ラフォーレイはナポリへ戻った後、1944年3月9日から19日までアンツィオ沖で支援砲撃と哨戒を続ける。3月24日に再度アンツィオ沖へ戻り、駆逐艦グレンヴィルと共同で夜間迎撃と対潜哨戒に従事した。3月25日には2隻のレーダーで発見した数隻のSボートと交戦している。
ラフォーレイはナポリへ戻り、3月28日にイタリア西岸での新たな哨戒を行う。翌3月29日、パレルモ北方沖でラフォーレイは駆逐艦チューモルト、タスカン、アーチン、ハンブルドン、ブレンカスラと共に潜水艦U-223を攻撃した。
U-223は通常の対潜哨戒を行っていた駆逐艦アルスターに発見され、3月30日まで何時間もの間激しい爆雷攻撃を加えられた。U-223は浮上し、1,400mの距離からラフォーレイら全ての駆逐艦が集中砲撃を加えた。しかしU-223は、自らが沈む前に3本の音響追尾魚雷を発射した。放たれた魚雷はラフォーレイに命中し、ラフォーレイは轟沈した。それから間もなくU-223も沈んでいった。ラフォーレイとU-223の生存者はブレンカスラ、ハンブルドン、そしてチューモルトに救助された。ラフォーレイの乗員247名のうち生存者は65名であり、艦長兼第14駆逐艦戦隊司令H・アームストロング（H. Armstrong, DSO, DSC）大佐を含む182名が戦死した（乗員258名、戦死189名・生存69名とも）。

## 栄典
- ラフォーレイは生涯で7個の戦闘名誉章（Battle Honours）を受章した。

Malta Convoys 1942 ・ Atlantic 1942 ・ Diego Suarez 1942 ・ Sicily 1943 ・ Salerno 1943 ・ Mediterranean 1943-44 ・ Anzio 1944